# Hurí

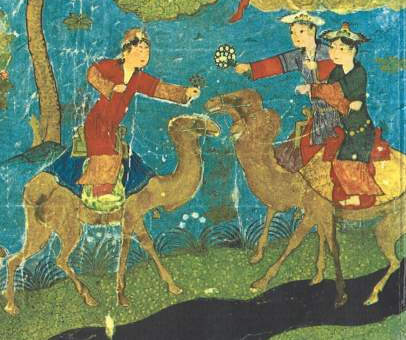
Huríes en el paraíso, según un manuscrito persa del

Según el islam, una hurí (en árabe: حُورِيَّة‎, romanizado: ḥūriyya, lit. 'Virgen, doncella') es una bellísima doncella siempre virgen de cuya compañía gozarán los creyentes en el Janah o Paraíso desde el día del Yaum al-Qiyamah.
Estos seres, que tienen el don de la eterna juventud y están dotados de toda suerte de encantos, simbolizan para algunos musulmanes la eterna bienaventuranza. Los ghilman (niños-esclavo) son los sirvientes (hermosos mancebos) de los hombres. 
Según Mahoma, en el Paraíso prometido a los creyentes, existen unas bellísimas vírgenes, de las cuales gozarán después de su muerte. Según el Corán, hay huríes blancas, verdes, amarillas y rojas; sus cuerpos son de azafrán, almizcle, ámbar e incienso despidiendo un olor sumamente aromático y llevan sobre la cara descubierta un letrero de oro con expresiones consoladoras. Los que cumplen la ley del Profeta y especialmente los ayunos del ramadán gozarán de las huríes de cejas negras en tiendas de perlas blancas en las cuales hay setenta planchas de rubí, sobre cada una de estas, setenta colchones y sobre cada colchón setenta esclavas, cada una de las cuales está servida por otra esclava. Las huríes visten ropas magníficas tan ligeras y diáfanas que se ve a través de ellas la médula de los huesos. A cada elegido presenta un ángel, una pera o una naranja en una bandeja de plata. El feliz musulmán abre el fruto y de él sale la hurí que le está destinada, en los brazos de la cual permanece mil años, sin que ella pierda nunca su virginidad.

## Citas
1. ↑  Corán, sura 52:17-20
2. ↑  Enciclopedia moderna: diccionario universal. Tomo III. Francisco de P. Mellado. 1851

- Datos: Q290015
- Multimedia: Houris / Q290015